# Festivalbar 1982 (compilation)
Festivalbar 1982 è una compilation di brani musicali famosi nel 1982, pubblicata nell'estate di quell'anno in concomitanza con l'edizione omonima del Festivalbar. La compilation era pubblicata dalla CGD.

## Festivalbar '82

### Disco 1
Lato A
1. Alice - Messaggio
2. Accademia - Accademia in Classics
3. Mario Castelnuovo - Illa
4. Ron - Anima
5. Franco Simone - Sogno della galleria
6. Stella Carnacina - Antille
7. Riccardo Cocciante - Celeste nostalgia

Lato B
1. Nada - Ti stringerò
2. Alberto Camerini - Tanz bambolina
3. Marina Occhiena - Serenata
4. Fabio Concato - Domenica bestiale
5. Peppino Di Capri - Forever
6. Sandro Giacobbe - Sarà la nostalgia
7. Chicago - Hard to Say I'm Sorry
8. Gianni Morandi - Marinaio

### Disco 2
Lato C
1. Loredana Bertè - Non sono una signora
2. Ivan Cattaneo - Toro torero
3. Imagination - Music and Lights
4. Walter Foini - Canzone dedicata
5. Dik Dik - Giornale di bordo
6. Tony Esposito - Pagaia
7. Antonello Venditti - Dimmelo tu cos'è

Lato D
1. Giuni Russo - Un'estate al mare
2. Giusto Pio - Legione straniera
3. Dianne Cobb - Take a Heart
4. Pino D'Angiò - Fammi un panino
5. Franco Dani - Dove vai
6. Genesis - Paperlate
7. Garbo - Vorrei regnare
8. Elton John - Blue Eyes

## Classifiche

### Festivalbar '82
| Classifica (1982)                     | Posizione |
| ------------------------------------- | --------- |
| Classifica degli album italiana       | 4         |
| Classifica di fine anno italiana 1982 | 28        |